# Карликовый нанностомус
Карликовый нанностомус (лат. Nannostomus marginatus) — вид пресноводных рыб из семейства лебиасиновых.

## Описание
Один из самых маленьких видов рода, длина его тела составляет от 3,5 до 4 см. Карликовый нанностомус плавает горизонтально. Окраска тела золотистого цвета, спина оливково-зелёного цвета, брюхо белое. Три чёрных длинных полосы проходят от головы до стебля хвоста. Средняя длинная полоса — самая широкая, на её верхнем крае имеется короткая красная черта. На спинном, анальном и брюшных плавниках имеется по одному красному пятну. Передняя окантовка спинного и анального плавников чёрные.
Отличить самку от самца можно по анальному плавнику, который у самца сзади округлён, а у самки заострён. Рыбы откладывают икру между растениями, в аквариуме при хорошем кормлении каждые 3—4 дня.

## Распространение
Вид обитает в нижнем и среднем течении Амазонки, в Венесуэле, Колумбии и Перу на низменности к востоку от Анд, а также в Гайане и Суринаме.